# أعتذر (مسلسل تلفزيوني)
أعتذر (بالإنجليزية: I'm sorry)‏ هو مسلسل تلفزيوني كوميدي أمريكي عُرض لأول مرة في 12 يوليو 2017، على قناة ترو تي في. في 17 أغسطس 2017 جددت قناة ترو تي في المسلسل للموسم الثاني. وفي 18 يونيو 2019، جددت القناة المسلسل لموسم ثالث كان من المقرر أن يُعرض للجمهور في عام 2020. ومع ذلك، في 25 أغسطس 2020، تراجعت القناة عن قرار التجديد عندما ألغت المسلسل بسبب جائحة كوفيد-19.

## الملخص
المسلسل يعرض مواقف كوميدية تدور حول الكاتبة أندريا وارن وهي تتنقل في مراحل الأمومة والزواج وحياتها المهنية وحياتها الاجتماعية في ضواحي لوس أنجلوس.

## طاقم التمثيل

### الشخصيات الرئيسية
- أندريا سافيج في دور أندريا وارين
- توم إيفريت سكوت في دور مايك هاريس
- أوليف بيتروتشي في دور أميليا هاريس وارن